# Harvey Shire
Koordinaten: 33° 4′ S, 115° 53′ O

Das Shire of Harvey ist ein lokales Verwaltungsgebiet (LGA) im australischen Bundesstaat Western Australia. Das Gebiet ist 1728 km² groß und hat etwa 27.000 Einwohner (2016).
Harvey liegt an der australischen Westküste nordöstlich von Bunbury etwa 125 Kilometer südlich der Hauptstadt Perth. Der Sitz des Shire Councils befindet sich in der Stadt Harvey, wo etwa 2750 Einwohner leben (2016).

## Verwaltung
Der Harvey Council hat 13 Mitglieder. Sie werden von allen Bewohnern des Shires gewählt. Harvey ist nicht in Bezirke unterteilt. Aus dem Kreis der Councillor rekrutiert sich auch der Vorsitzende des Councils (Shire President).